# Карзикозеро (озеро)
Карзикозеро — озеро на территории Чёбинского сельского поселения Медвежьегорского района Республики Карелии.

## Общие сведения
Площадь озера — 2,4 км², площадь водосборного бассейна — 31,9 км². Располагается на высоте 161,2 метров над уровнем моря.
Форма озера лопастная, продолговатая: оно вытянуто с северо-запада на юго-восток. Берега изрезанные, каменисто-песчаные, местами заболоченные.
Через озеро протекает река Поруста, впадающая в озеро Селецкое, откуда берёт начало река Лужма, впадающая в Сегозеро.
В озере более десяти безымянных островов различной площади, однако их количество может варьироваться в зависимости от уровня воды.
На северо-западной оконечности озера располагается одноимённая деревня, через которую проходит шоссе 86К-14 («Суоярви — Юстозеро — (через Поросозеро) — Медвежьегорск»).
Код объекта в государственном водном реестре — 02020001111102000007062.